# Song Sang-eun
Song Sang-eun (en hangul, 송상은) es una actriz surcoreana.

## Biografía
Es hija del actor Song Young-chang (송영창) y de la actriz de doblaje Yu Nam-hui (유남희).
Estudió en la Universidad Nacional de Artes de Corea.

## Carrera
Es miembro de la agencia Studio Santa Claus Entertainment (스튜디오 산타클로스엔터테인먼트).

## Filmografía

### Series de televisión
| Año  | Título                       | Personaje           | Notas |
| ---- | ---------------------------- | ------------------- | ----- |
| 2018 | Your House Helper            | Baek Jang-mi        |       |
| 2019 | The Light in Your Eyes       | Yoon Sang-eun       |       |
| 2019 | Abys                         | Lee Mi-do           |       |
| 2019 | Catch the Ghost              | Enfra. Park Mi-hyun | [ 3 ] |
| 2020 | The King: Eternal Monarch    | Kyung-ran           |       |
| 2020 | To All The Guys Who Loved Me | Kang Min-jung       | [ 4 ] |
| 2020 | Private Lives                | Go Hye-won          |       |
| 2021 | Dark Hole                    | Kim Seon-nyeo       | [ 5 ] |
| 2022 | Grid                         | Chae Jong-yi        |       |
| 2024 | Wedding Impossible           | Yang Ji-ae          |       |

### Películas
| Año  | Título             | Personaje             | Notas |
| ---- | ------------------ | --------------------- | ----- |
| 2014 | 팡팡이             | 익스프레스            |       |
| 2017 | The Bros           | Esposa de Lee Mi-bong |       |
| 2019 | The King's Letters | Pyung-nyu             |       |
| 2020 | 새해전야           | -                     |       |

### Musicales
| Año         | Obra                                 | Personaje     | Notas |
| ----------- | ------------------------------------ | ------------- | ----- |
| 2011        | Spring Awakening (스프링 어웨이크닝) | 벤들라        |       |
| 2011        | 넌센세이션                           | 레오수녀      |       |
| 2012        | 블랙메리포핀스                       | 안나          |       |
| 2012        | 번지점프를 하다                      | 혜주          |       |
| 2012        | 영웅                                 | 링링          |       |
| 2013        | 그날들                               | 하나          |       |
| 2013 - 2014 | 웨딩싱어                             | 줄리아 설리번 |       |
| 2014 - 2015 | 그날들                               | 하나          |       |
| 2015 - 2016 | 레베카                               | 나            |       |
| 2016        | 그날들                               | 하나          |       |
| 2017        | 투란도트                             | 류            |       |

### Teatro
| Año  | Obra     | Personaje | Notas |
| ---- | -------- | --------- | ----- |
| 2015 | 뜨거운   | 여름      |       |
| 2017 | 남자충동 | 달래      |       |

## Discografía

### Banda sonora
| Año  | Canción     | Álbum                    | Notas |
| ---- | ----------- | ------------------------ | ----- |
| 2018 | Dawn (새벽) | OST Pt. 5 de "Dark Hole" |       |

### Álbum musical
| Año  | Álbum  | Canción          | Notas |
| ---- | ------ | ---------------- | ----- |
| 2014 | 타우린 | "Wish List"      |       |
| 2015 | 타우린 | "Love Is Coffee" |       |
| 2018 | 타우린 | "그 해 가을"     |       |

## Premios y nominaciones
| Año  | Categoría       | Premios                              | Trabajo          | Resultado |
| ---- | --------------- | ------------------------------------ | ---------------- | --------- |
| 2010 | 동상            | MBC 대학가요제                       | -                | Ganó      |
| 2011 | 여자배우 신인상 | 제17회 한국뮤지컬대상                | Spring Awakening | Ganó      |
| 2017 | 여우조연상      | 제11회 대구국제뮤지컬페스티벌 어워즈 | -                | Ganó      |